# 獨腳人

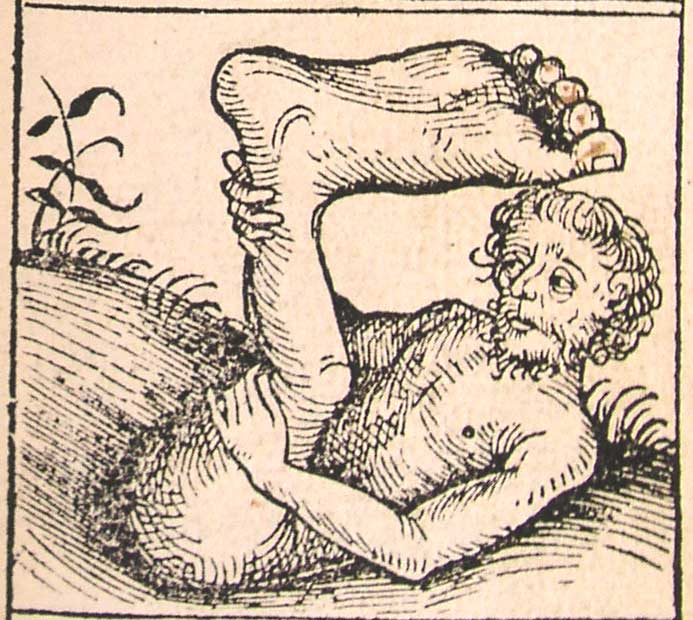
1493年的獨腳人圖畫

獨腳人（Monopods、Sciapods、Skiapods、Skiapodes、Monocoli），是記載於《博物志》中的傳說生物。
獨腳人個頭很小，只有一隻腳，通常會用腳來遮蔽陽光。

## 外部連結
- http://web.cn.edu/kwheeler/monster_list.html （页面存档备份，存于）
- http://www.henry-davis.com/MAPS/EMwebpages/207.1mono.html （页面存档备份，存于）
- http://www.westgallerychurches.com/Suffolk/indexsflk.html （页面存档备份，存于）
- https://web.archive.org/web/20061205213734/http://www.kunst.no/mono/panot/utgivelser.htm